# Siąszyce Trzecie
Siąszyce Trzecie (prononciation : [ɕɔ̃ˈʂɨt͡sɛ ˈtʂɛt͡ɕɛ]) est un village polonais de la gmina de Rychwał dans le powiat de Konin de la voïvodie de Grande-Pologne dans le centre-ouest de la Pologne.
Il se situe à environ 5 kilomètres au sud-est de Rychwał (siège de la gmina), à 21 kilomètres au sud de Konin (siège du powiat) et à 97 kilomètres au sud-est de Poznań (capitale régionale).

## Histoire
De 1975 à 1998, le village faisait partie du territoire de la voïvodie de Konin.

Depuis 1999, Siąszyce Trzecie est situé dans la voïvodie de Grande-Pologne.